# Tilia amurensis
Espèce
Classification phylogénétique
Tilleul amurensis (Le Tilleul de Sibérie) est un arbre de la famille des Tiliaceae ou des Malvaceae, sous-famille des Tilioideae, selon la classification phylogénétique.

## Répartition
On le trouve naturellement dans les bois de Corée du Nord. Il pousse également au Japon, Asie de l'est, Mandchourie et à l'est de la Sibérie.

## Description
Tilia amurensis est un arbre à feuilles caduques d'une taille adulte moyenne de 30 m. Il n'est pas sensible aux basses températures. Les fleurs hermaphrodites (mâles et femelles) sont pollinisées par les insectes.
Il convient aux sols allant de sableux à lourds et préfère ceux qui sont bien drainés, de pH acide à basique. Il prospère dans les situations ensoleillées ou à mi-ombre, dans des milieux humides.

### Inflorescences et fleurs
Bractées largement oblancéolées, 3,5-6 cm de long, de 1-1,5 cm de large, souvent nues des deux côtés, se rétrécissant progressivement vers le bas.
Inflorescences de 8-10 cm de long, se composant de, 5-8, (jusqu'à 20) fleurs, lâche. 
Les bourgeons sont ovales-arrondis, de 3-4 mm de diamètre, avec de petits poils étoilés. 
Fleurs de 15-16 mm de diamètre, avec des sépales lancéolés, de 5-6 mm de long, à pubescence externe clairsemée avec de petits poils étoilés, de l'intérieur à la base à poils longs. Pétales à la pointe plus ou moins arrondie, se rétrécissant graduellement, 6-7 mm de long. Étamines au nombre de 25-30, avec filaments staminés, certains d'entre eux dans la partie inférieure plus étendus et aplatis, 6-7 mm de long.
Ovaire pubescent feutré, globuleux. Colonne nue, 3-4 mm de long, avec les lobes divergents des stigmates. 
La floraison se produit dans la première moitié de juin, en général. Dans les régions du nord, elle est retardée dans la seconde moitié de juin.

## Utilisations
Comme la plupart des tilleuls, les fleurs en tisane sont appréciées.
L'infusion est antispasmodique, diaphorétique, sédative.
Quand il n'y a plus rien à manger, en cas de famine, les jeunes feuilles sont utilisées en dernier ressort.
Une pâte à base des fruits secs et des fleurs a permis de fabriquer un substitut du chocolat. Les essais de mise au commerce ont échoué à cause de la décomposition rapide.
Les fibres contenues dans l'écorce ont servi à la fabrication de sandales...

## Culture
T. amurensis s'accorde avec une majorité de qualités de sols, de légers à lourds, d'acides à basiques,.
L'arbre n'apprécie guère les sols trop secs ou trop humides. Il préfère les climats continentaux, il ne produira pas de graines fertiles et poussera lentement si les étés sont trop frais. Il se développe davantage dans les zones forestières, les jeunes arbres tolérant les situations ombragées. Cette espèce est proche parente de Tilia cordata et Tilia japonica, bien que ses feuilles et ses bractées soient plus petites et ses cymes plus modestes.
L'hybridation est courante avec les autres espèces du genre qui poussent à proximité.
Un miellat important recouvre souvent la face des feuilles, à la suite des attaques des aphidés.
L'arbre ne craint pas le dérangement : des arbres de 5 m de haut ont facilement été transplantés. L'espèce est résistante au champignon Armillaria (Armillaire).

## Composition chimique
Les feuilles de la récolte de printemps contiennent : 
humidité - 10,5 %, matière sèche - 89,15 %, cendres brutes - 6,77 %, fibres brutes - 14,35 %, matières grasses brutes - 1,33 %, protéines brutes - 20,97 %, substance extractive sans azote - 56,97 %.

## Propagation

### Semis
La plupart des graines obtenues en climat tempéré sont stériles. Pour s'en assurer, il suffit de fendre quelques graines fraiches avant qu'elles aient développé une enveloppe dure et les semer dans un endroit réfrigéré. Elles germent parfois au printemps suivant mais peuvent demander 18 mois et se révéler très lentes à germer (jusqu'à 8 ans). Pour accélérer la sortie de dormance, des traitements appropriés sont employés avec changements de températures et stratifications.